# Marquesado de Solera
El marquesado de Solera es un título nobiliario español que fue creado por el rey Felipe IV en 1637 a favor de Diego de Benavides y de la Cueva, viii conde de Santisteban del Puerto. Su nombre se refiere la población andaluza de Solera, en la provincia de Jaén.
Era el título que ostentaban tradicionalmente los primogénitos de la Casa de Santisteban del Puerto.

## Señores de Solera
1. Juan II de la Cueva.
2. Luis de la Cueva y San Martín.
3. Juan de la Cueva y Benavides.
4. Juan de la Cueva y Benavides.
5. Isabel de la Cueva y Benavides.
6. Diego de Benavides y de la Cueva.
7. Francisco de Benavides y de la Cueva.

## Marqueses de Solera
1. Diego de Benavides y de la Cueva, i marqués de Solera, vii conde de Santisteban del Puerto.
2. Pedro de Benavides Dávila y Corella (m. 1659), ii marqués de Solera, viii marqués de las Navas, xi conde de Cocentaina, etc. (sine prole).
3. Francisco de Benavides Dávila y Corella, iii marqués de Solera, ix conde de Santisteban del Puerto (grande de España), etc..
4. Diego de Benavides y Aragón, iv marqués de Solera (sine prole).
5. Luis Francisco de Benavides y Aragón, v marqués de Solera, ix conde de Santisteban del Puerto (sine prole).
6. Manuel de Benavides y Aragón, vi marqués de Solera, i duque de Santisteban del Puerto, duque de Camiña, etc.
7. Antonio de Benavides y de la Cueva, vii marqués de Solera, ii duque de Santisteban del Puerto, x conde de El Castellar, etc.
8. Joaquina María de Benavides y Pacheco, viii marquesa de Solera, iii duquesa de Santisteban del Puerto, etc.
9. Luis Fernández de Córdoba y Benavides, ix marqués de Solera, iv duque de Santisteban del Puerto, xiv duque de Medinaceli, etc.
10. Luis Tomás Fernández de Córdoba y Ponce de León, x marqués de Solera, v duque de Santisteban del Puerto, xv duque de Medinaceli, etc.
11. Luis María Fernández de Córdoba y Pérez de Barradas, xi marqués de Solera, vi duque de Santisteban del Puerto, xvi duque de Medinaceli, etc.
12. Luis Jesús Fernández de Córdoba y Salabert, xii marqués de Solera, vii duque de Santisteban del Puerto, xvii duque de Medinaceli, etc.
13. Victoria Eugenia Fernández de Córdoba y Fernández de Henestrosa, xiii marquesa de Solera, viii duquesa de Santisteban del Puerto, xviii duquesa de Medinaceli, etc.
14. Luis Medina y Fernández de Córdoba, xiv marqués de Solera, ix duque de Santisteban del Puerto, xvii marqués de Cogolludo.
15. Victoria Francisca Medina Conradi, xv marquesa de Solera, x duquesa de Santisteban del Puerto, xvii marquesa de Cogolludo.
16. Casilda Medina Conradi, xvi marquesa de Solera.

El 26 de septiembre de 2017, fue publicado en el Boletín Oficial del Estado la solicitud de sucesión del marquesado de Solera por Casilda Medina Conradi, a consecuencia de la cesión del mismo por parte de su hermana Victoria Francisca Medina Conradi, duquesa de Santisteban del Puerto, marquesa de Cogolludo, siendo publicada la Real Carta de Sucesión a su favor el día 4 de julio de 2018. Casilda Medina Conradi es la actual marquesa de Solera.